# رز سمی
رز سمی (به انگلیسی: The Poison Rose) یک فیلم سینمایی آمریکایی در ژانر جنایی محصول سال ۲۰۱۹ میلادی است که در آن جان تراولتا و مورگان فریمن ایفای نقش می‌کنند. این فیلم توسط جورج گالو و فرانچسکو سینکومانی کارگردانی شد. فیلم‌نامه این فیلم توسط ریچارد سالواتوره، فرانچسکو سینکومانی و لوکا گیلیبرتو بر اساس رمانی به همین نام اثر سالواتوره به رشته تحریر درآمده است. رز سمی در تاریخ ۲۴ مه سال ۲۰۱۹، توسط لاینزگیت منتشر شد.
خلاصه داستان
ارسون فیلیپس یک ستاره سابق فوتبال به یک کارآگاه خصوصی تبدیل می‌شود تا یک پروندهٔ جنایی بسیار پیچیده را حل نماید و …

## بازیگران
- جان تراولتا در نقش کارسون فیلیپس
- مورگان فریمن در نقش دکتر
- الا بلئو تراولتا در نقش ربکا هانت
- برندن فریزر در نقش دکتر مایلز میچل
- فامکه یانسن در نقش جین هانت
- پیتر استورماره در نقش اسلاید
- رابرت پاتریک در نقش رئیس والش
- کاترینا گراهام در نقش رز
- کلاودیا جرینی در نقش بنفش گرگوری
- آلیچه پاگانی

## تولید
فیلم‌برداری فیلم در ساوانا، جورجیا در ژوئن ۲۰۱۸ رخ داد و پس از تابستان در ایتالیا ادامه یافت.
این فیلم در تاریخ ۲۴ مه سال ۲۰۱۹ توسط لاینزگیت منتشر شد.